# Hyde Park (comté de Westmoreland, Pennsylvanie)
Pour les articles homonymes, voir Hyde Park (homonymie).
Hyde Park est un borough situé dans le comté de Westmoreland, dans le Commonwealth de Pennsylvanie, aux États-Unis. Sa population, qui s’élevait à 500 habitants lors du recensement de 2010, est estimée à 472 habitants en 2019.

## Source
- (en) Cet article est partiellement ou en totalité issu de l’article de Wikipédia en anglais intitulé « Hyde Park, Berks County, Pennsylvania » (voir la liste des auteurs).

1. ↑  (en) « Population and Housing Unit Estimates », Bureau du recensement des États-Unis, 24 mai 2020 (consulté le 27 mai 2020)
2. ↑  (en) « Census of Population and Housing », Bureau du recensement des États-Unis (consulté le 11 décembre 2013)
3. ↑  (en) « U.S. Census website », Bureau du recensement des États-Unis (consulté le 31 janvier 2008)
4. ↑  (en) « Incorporated Places and Minor Civil Divisions Datasets: Subcounty Resident Population Estimates: April 1, 2010 to July 1, 2012 » [archive du 11 juin 2013], sur Population Estimates, Bureau du recensement des États-Unis (consulté le 11 décembre 2013)